# Donskaja Bałka
Donskaja Bałka (ros. Донская Балка) – wieś w Rosji, w Kraju Stawropolskim, w rejonie pietrowskim. W 2010 liczyła 2142 mieszkańców.